# Jules Duval
Pour les articles homonymes, voir Duval.
Armand Jules Duval, né le 30 avril 1813 à Rodez et mort le 20 septembre 1870, est un avocat, économiste, géographe, et journaliste français. Il est un farouche partisan du fouriérisme et de la colonisation de l'Algérie.

## Biographie
Jules Duval est un enfant naturel. La rumeur le tient pour un enfant putatif de la famille de Séguret qui ne l'a jamais reconnu. Selon les travaux de Michel Vesco publiés dans la Revue du Rouergue en 2003, Duval serait un enfant naturel de la famille de Séguret. Il serait ainsi le fils de Henri de Séguret et de Sophie Portier. Cette famille, connue à Rodez depuis la fin du XVIe siècle, est l'une des plus importantes familles de la bourgeoisie ruthénoise au XVIIIe siècle et comptera parmi les grandes familles de notables du département au XIXe siècle.

### Ses études et sa carrière d'avocat puis de magistrat
Il fait ses études au collège de Saint-Geniez d'Olt puis à Toulouse où il travaille une année chez un imprimeur puis chez un avocat tout en préparant son baccalauréat qu'il obtiendra en 1832.Trois ans plus tard il sera reçu licencié en droit. Par la suite il est avocat à Rodez de 1835 à 1838. En 1838, il est nommé substitut du procureur du roi auprès du tribunal de première instance de Saint-Affrique. En 1841, il est substitut du procureur au tribunal de Rodez. En 1846, il démissionne de la magistrature et s'installe à Paris où il entre dans le comité de rédaction de La Démocratie pacifique.
Jules Duval se marie à Paris dans le 1er arrondissement (ancien), le 3 février 1853 avec Fanny Maas.

### L'Algérie
« la colonisation constitue l'une des faces les plus brillantes de l'histoire générale de l'humanité. Elle est le rayonnement extérieur des familles humaines; elle est l'exploration, le peuplement et le défrichement du globe… »

Jules Duval, gagné aux idéaux fouriéristes, consacre le meilleur de son temps à son militantisme. Il compte parmi les premiers collaborateurs de Victor Considerant à l'École sociétaire et s'illustre dans sa presse. En 1847, après avoir démissionné de sa charge de substitut, il se rend en Algérie où il deviendra le conseiller technique de l'Union agricole de Saint-Denis-du-Sig en tant qu'administrateur et comptable. Il dirige l’administration d’un domaine basé sur l’association du travail, du capital et du talent, l’Union agricole d’Afrique à Saint-Denis-du-Sig, dite Union du Sig, dans une région de l'Oranie que venait de pacifier Lamoricière. "Patron" de ce simili-phalanstère, Duval fait également la classe aux enfants des colons et leur enseigne notamment comment "défricher le Sahara", persuadé qu’il était de pouvoir "transformer en une ou en quelques générations les déserts en champs fertiles". Les choses sur place lui donnent tort ; malade, il doit abandonner son poste.
Rédacteur en chef de L'Écho d’Oran en 1852 et membre du conseil général de la province d’Oran de 1858 à 1862.
Duval ayant visité la colonie de Gheel, où des aliénés vivaient en semi liberté logés dans des familles de paysans et où ils participaient aux travaux des champs, fut étonné de voir le nombre de guérisons obtenues par ces conditions de vie au grand air. Lorsque parait chez Hachette en 1867 la seconde édition de Gheel, ou Une colonie d'aliénés vivant en famille et en liberté, l'ouvrage créée des remous chez les médecins aliénistes.

### Un homme de lettres
Au début de l'année 1836 il prend part au lancement d'un nouveau journal en Aveyron intitulé Le Ruthénois et dont il devient le directeur. À la fin de cette même année, il reçoit un courrier d'un conseiller général de l'Aveyron, Mr Hippolyte de Barrau, qui veut lui parler d'une idée de société savante. Avec ce dernier, il sera ainsi l'un des principaux fondateurs de la Société des lettres, sciences et arts de l'Aveyron. Il est élu secrétaire au sein du premier bureau de cette société.
En 1855, il entre à la rédaction du Journal des débats et en 1857 à la Revue des deux mondes. En 1862, il entre à la société géographique de France et il en sera le vice-président. La même année, il fonde l'hebdomadaire L'Économiste français, "organe des colonies, de la colonisation et de la réforme sociale par l’association et par l’amélioration du sort des classes pauvres".

« Trois ans plus tard, Jules Duval réapparaissait avec son propre journal, L'Économiste français, et annonçait un triple objectif : réunion politique, émancipation administrative, assimilation progressive. Le nouveau porte-parole des colons avait pour devise: libre et harmonique essor des forces. […] L'Économiste français se voulais le journal de la science sociale. »

Parmi les chroniqueurs du journal on retrouve les noms de Julie-Victoire Daubié, de Marie Pape-Carpantier ou de Jean Macé.
Vigoureusement opposé à la politique arabophile de Napoléon III, il se fait, avec le saint-simonien Auguste Warnier, l’avocat des colons dans les colonnes de son hebdomadaire ou celles du Journal des débats.
Fidèle aux fouriéristes jusqu’à la fin, Jules Duval prêche parmi eux la modération et le réalisme. Son influence est grande dans les rangs de la Société de géographie, dont il préside la commission centrale en 1868. Ce "sociétaire convaincu" y loue les vertus de la colonisation, des puits artésiens dans l’oued Rhir (région de Tougourt), du commerce à travers le désert, et du chemin de fer comme vecteur de civilisation, devançant l'idée de Transsaharien.
Lors de la Guerre franco-allemande de 1870, il veut rejoindre Rodez avec sa femme mais le train qui le transporte est immobilisé sur une voie à Joué-lès-Tours et violemment percuté par un convoi militaire. Jules Duval et sa servante sont tués sur le coup; Madame Duval n'est que blessée. La paix revenue, c'est elle qui s'appliquera à faire éditer ou rééditer les œuvres de son mari.

## Principales publications
- Fastes biographiques de tous les ordres civils et militaires de l'Europe (1853)
- Tableau de l'Algérie, annuaire descriptif et statistique de la colonie pour 1854 (1854) Texte en ligne
- Gheel, ou Une colonie d'aliénés vivant en famille et en liberté : étude sur le meilleur mode d'assistance et de traitement dans les maladies mentales (1857) Texte en ligne
- Histoire de l'émigration européenne, asiatique et africaine au XIXe siècle, ses causes, ses caractères, ses effets (1862) lire en ligne sur Gallica
- Les colonies et la politique coloniale de la France (1864)
- Réflexions sur la politique de l'empereur en Algérie (1866) lire en ligne sur Gallica
- Notre pays (1867)
- Mémoire sur Antoine de Montchrétien, sieur de Vateville, auteur du premier Traité d'économie politique (1868)
- Notre planète (1870)
- L'Algérie et les colonies françaises (1877) Texte en ligne
- Proverbes patois en dialecte du Rouergue, Rodez 1845 chez N. Ratery place du bourg. Tirage à 15 exemplaires, celui-ci est le n° 8 avec un envoi à Moquin-Tandon

## Prix
- 1er prix de l'Académie des sciences morales et politiques pour son Histoire de l'émigration européenne, asiatique et africaine du XIXe siècle

## Décorations
- Chevalier de la Légion d'honneur (décret du 21 janvier 1863)
- Chevalier de l'ordre de Léopold (1864)

## Hommages
- Une rue de Rodez,
- Une rue d'Hédé-Bazouges,
- Une cour de Barneville-Carteret, portent son nom

## Sources
- Le panthéon des illustrations françaises au XIXe siècle, dir. Victor Frond, Paris, éd. Abel Pilon, 1866
- Hommes et destins : dictionnaire biographique d'outre-mer, auteur et éditeur Académie des sciences d'outre-mer, 1977.
- Jean-Michel Cosson, Histoire des rues de Rodez, éd. de Borée, 2003
- Docteur Michel Vesco, Jules Duval (1813-1870) et la famille de Séguret, dans la Revue du Rouergue, no 76, année 2003, pages 433-456